# 스페인 요리

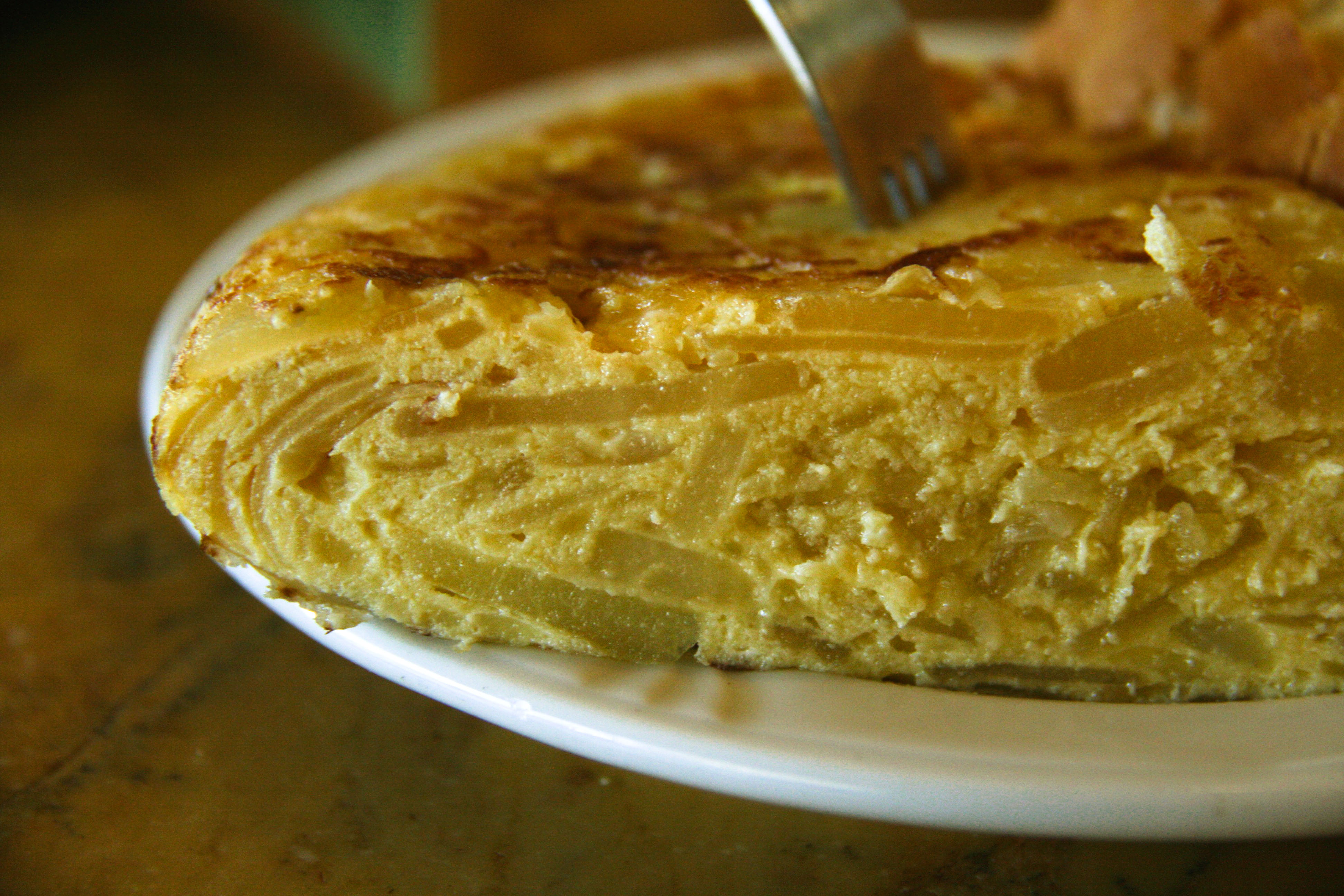
토르티야

스페인 요리(Spain 料理 ,스페인어: cocina española 코시나 에스파뇰라[*])는 남유럽에 있는 스페인의 요리이다. 지방마다 아주 다양한 요리가 있다. 대개 기후나 지역적 특성에 따라 다르며 해안 가에서는 해물 요리가 발달되어 있어 지중해 요리의 특색을 잘 드러낸다. 스페인의 역사를 볼 때 다양한 영향력을 받았기에 독특한 요리와 조리법, 향을 가지고 있다. 한편, 라틴아메리카를 비롯한 수많은 스페인어권 국가들에 토착 요리와 견줄 만한 절대적 영향력이 스페인 요리로부터 유래했다고 볼 수 있다.

## 주요 재료
스페인 요리는 유태인 계통과 무어인의 전통 관습에 많은 영향을 받은 것으로 보인다. 무어인은 수 세기 동안 스페인에 상주했었기에 그만큼 강한 영향력이 아직도 두드러지게 나타난다. 하지만 유태인이나 무슬림과는 달리 육식이 오래전부터 이어져 왔으며 이는 기독교 문화에 따른 것이다. 수많은 중남미 요리가 유럽 전역과 스페인을 통하여 만들어진 것이며 감자, 토마토, 콩 따위의 재료가 없이 스페인 요리를 한다는 것은 불가능할 정도다. 지중해 연안의 국가들과 스페인의 요리가 다른 이유는 바로 재료가 더 다양하고 요리 기법도 차이가 나기 때문이다.
또 한가지 중요한 재료가 올리브기름인데 스페인에서만 세계 전체 올리브의 44%가 생산된다고 한다. 북부지방에서는 버터나 동물 기름도 중요한 재료이다.
지금도 스페인의 매 끼 식사는 가까운 시장에서 사온 신선한 재료를 통해 전통적인 방법으로 직접 만든다. 이러한 습관은 물론 마드리드 같은 대도시에서는 덜하지만 시골이나 소도시에서는 비교적 강하게 남아 있다.
한 가지 중요한 음식은 셰리주, 와인이나 맥주와 함께 나오는 타파(따빠 - tapa)이다. 사실 타파는 우리 식으로는 안주와 유사한 것으로서 거의 대부분의 식당에서 타파가 나온다고 봄이 적절하며 대개는 따로 값을 지불하지 않는다.
또 다른 전통 간식인 스페인식 초콜릿 디저트인 추러스(churro)가 있다.

## 역사
고대 이베리아반도에서 밀이 도입되면서 스페인 요리가 기틀을 잡았다. 이 도입은 이베리아 남쪽의 사람들이 들여온 것으로 보이며 당시 로마 제국의 전 영역 중에서 이베리아반도의 밀이 가장 좋았기에 무역품으로 이용되었다.
북부지방은 육류가 좀 더 많은 경향을 보이며 반대로 남쪽에서는 지중해성 식단으로 해물이나 채소가 더 많이 포함되는 편이다.
고고학적 연구로 밝혀진 스페인 요리는 콩과 식물이나 양파, 마늘 등 다양한 음식을 포함하고 있다. 올리브는 사실 페니키아인에 의해 들어온 것이며 다른 주요 재료로는 감자와 토마토가 있다.

### 로마시대
로마시대로까지 거슬러 올라가보면 중산층이 아니라 귀족들이 소비하긴 했지만 매우 근대적인 음식 문화가 자리 잡고 있었다. 로마 전역의 음식이 스페인에도 들어왔으며 물론 식사 예절은 로마의 것과 비슷하였다.
이미 이 시기 때부터 배추에 대한 요리법이 있었으며 각광받았다. 또한 배추가 만병통치약으로 여겨지기도 했다. 양파나 엉겅퀴도 당시의 재료에 속한다.
로마령 스페인은 로마 제국 내에서도 위세를 떨쳤으며 대개는 육류 제품의 수출이 지역 경제가 탄탄하게 유지되도록 도왔다. 군대가 식량을 보관하고 운송하기 편리하게 하기 위해 스페인에서는 로마시대부터 이미 렌즈콩 소비가 있었다. 또한 북부지역에서는 버섯이 아주 흔하게 식용재료로 이용되었다고 전한다.
로마인들도 포도 재배법을 알고 있었지만 이는 사실 그리스인을 통해 지중해 전역으로 퍼진 것으로 보이며 스페인의 와인이 유명해진 것은 제국 시대부터 출발했다고 해도 과언이 아니다.
이 시대에는 그리스인의 풍습을 이어받아 누워서 음식을 손으로 먹었다. 그 때에도 포크가 없었기 때문인데 식탁과 식탁보라는 개념은 1세기가 돼서야 도입되었다. 두개의 접시와 수프를 담는 그릇 따위가 식탁에 올랐다. 나이프도 이미 인식되었지만 당시에는 그렇게 많이 쓰이지 않았다고 한다. 대개 숟가락을 썼지만 지금과는 크기 차이가 있었다. 최초의 숟가락은 조개의 일종인 대합의 껍질과 은으로 만들어졌다. 영어로 이 대합이 Clam Shell인데 이 때문에 현재 스페인어에서 숟가락은 Cuchara라고 불린다.

## 흔한 음식

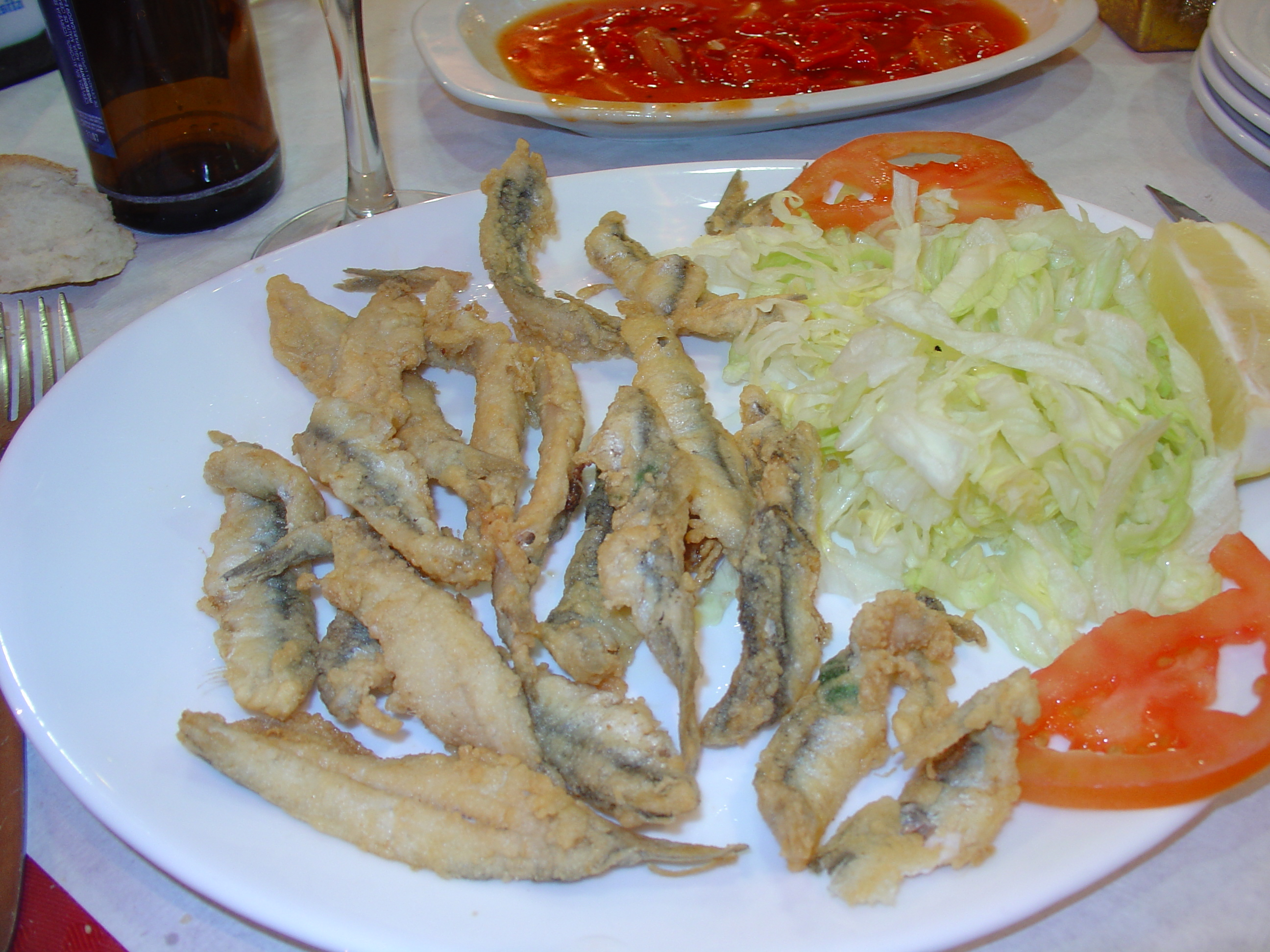
안달루시아 지방의 생선 튀김 요리

스페인의 요리법은 타지방과 고유의 재배 작물, 기호에 따라 변화했다. 따라서 각 지방에 따라 흔한 음식으로 치는 종류도 다를 수밖에 없다. 또는 같은 음식이라도 특수한 재료가 들어가기도 한다.
스페인의 대표적인 음식으로는 토르티야, 파에야, 다양한 종류의 스튜, 미가스, 소시지, 하몬 등이 있다. 바닷가의 경우에는 해산물이 위주이지만 대체로 콩류인 병아리콩, 렌즈콩, 완두콩을 많이 쓰며 빵의 종류도 이웃나라인 프랑스의 영향을 받기도 하고 고유의 특성에 따라 천차만별이다. 주요리인 고기 요리에서는 양념이나 재료 등에 따라 차이가 크기도 하지만 후식의 경우에는 큰 차이는 없다. 대개 스페인 사람들은 크림 카라멜, 우유, 푸딩, 프랑스에서 가장 흔한 빵 중 하나인 마들렌 과자를 후식으로 먹는다.
각 지방 요리
- 라리오하 지방: 라리오하 지방은 포도주로 스페인은 물론 유럽 전역에서도 이름이 높다. 채소 스튜나 후추, 감자를 곁들인 요리가 흔하다.
- 카스티야레온 지방: 올리브기름과 마늘, 빵을 곁들여 먹는 마늘 수프와 양파, 송아지고기, 콩, 당근, 시금치, 비트, 달걀로 만든 메네스트라, 어린 양을 잡아서 오븐에 구워 먹는 레차조도 있다. 돼지고기 요리인 코치니요와 돼지 소시지 요리에 올리비유를 발라 렌즈콩을 흩뿌려 먹는 렌테하스가 있다. 살라망카의 기후엘로에서는 하몬 이베리코가 유명하다.
- 마드리드: 마드리드만의 수프가 있다면 그것은 코시도 마드리예노(스페인어: cocido madrileño)이다. "마드리드의 스튜"라는 뜻인데 병아리콩을 넣어 만드는 것이 특징이다. 양고기 부위로 요리한 카요스 마드리예나도 유명하다. 딸기와 멜론, 포도 등을 같이 넣기도 한다.
- 에스트레마두라 지방: 베이컨, 닭고기, 햄, 고기와 채소로 만드는 스튜인 올라 포드리다(스페인어: olla podrida) , 이베리아산 돼지로 만든 스페인 전통 소시지 요리인 엠부티도(Embutidos), 토르타 델 카사르 치즈 등이 대표 음식이다.
- 안달루시아 지방: 안달루시아의 가장 대표적인 음식은 단연 가즈파쵸라는 차가운 수프이다. 해안을 끼고 있는 지방답게 생선을 튀겨먹는 음식인 살모레호나 새우, 오징어, 멸치 등을 식재료로 흔히 쓴다. 남부 스페인의 특산주인 셰리주도 안달루시아 지방의 대표 술이다.
- 아라곤 지방: 포도주 종류가 꽤 많은 지방에 속한다. 토르티야와 빵을 한데 어울러 볶아 먹는 미가스와 잘라 먹는 햄의 일종인 하몬 세라노 등이 대표요리이다. 적포도주의 경우에는 복숭아를 같이 담아서 먹는 습관이 있다.
- 무르시아 지방: 곡창지대가 넓은 무르시아에서는 양파와 달걀, 감자를 한데 보태 만드는 사란고요(zarangollo)가 대표적이다. 사란고요는 무르시아에서 와인과 곁들인 애피타이저로 흔히 먹는다. 후미야 포도주가 가장 흔하다.
- 발렌시아 지방: 발렌시아 지방은 스페인 파에야의 탄생지이자 본고장이다. 파에야는 가장 흔해서 거의 대부분의 가정에서 일요일에는 점심 정찬으로 꼭 먹는 요리이다. 때문에 축제 기간 동안에는 거대 파에야를 만들어 먹는 것이 관례처럼 굳어 있다. 전형적인 발렌시아식 파에야는 고기와 채소를 곁들이는데 주재료는 물론 쌀이며 조개나 게, 미트볼 등을 넣어서 만든다.
- 카탈루냐 지방: 발렌시아 지방과 함께 카탈루냐의 쌀 요리도 전통이 깊다. 게다가 카탈루냐의 햄인 비크가 가장 유명하다.
- 발레아레스 제도: 지리적으로 섬이기 때문에 해산물 식단이나 채소를 많이 소비한다. 대개는 카탈루냐 요리를 일반적으로 먹는다. 대표적인 요리로는 소브라사다가 있다.
- 바스크 지방: 거미게 종류를 만들어서 만드는 마르미타코와 이디아즈발 치즈, 트사콜리 와인이 알려져 있다. 대구나 참치로 만드는 요리도 흔하다.
- 나바라 지방: 안초비나 연어로 만드는 채소 수프나 베이컨과 치즈로 채워서 만드는 아 라 나바라라는 송어 요리도 즐겨 먹는 음식이다. 론칼 치즈나 프랑스산의 적포도주로 알려진 클라레 등도 대표적이다.
- 갈리시아 지방: 문어와 청어로 만들어 먹는 해산물 요리인 칼도 가예고, 아몬드와 레몬을 첨가해 맛이 독특한 타르트인 타르타 데 산티아고, 스페인식 파이요리인 엠파나다도 있다.

## 요리사

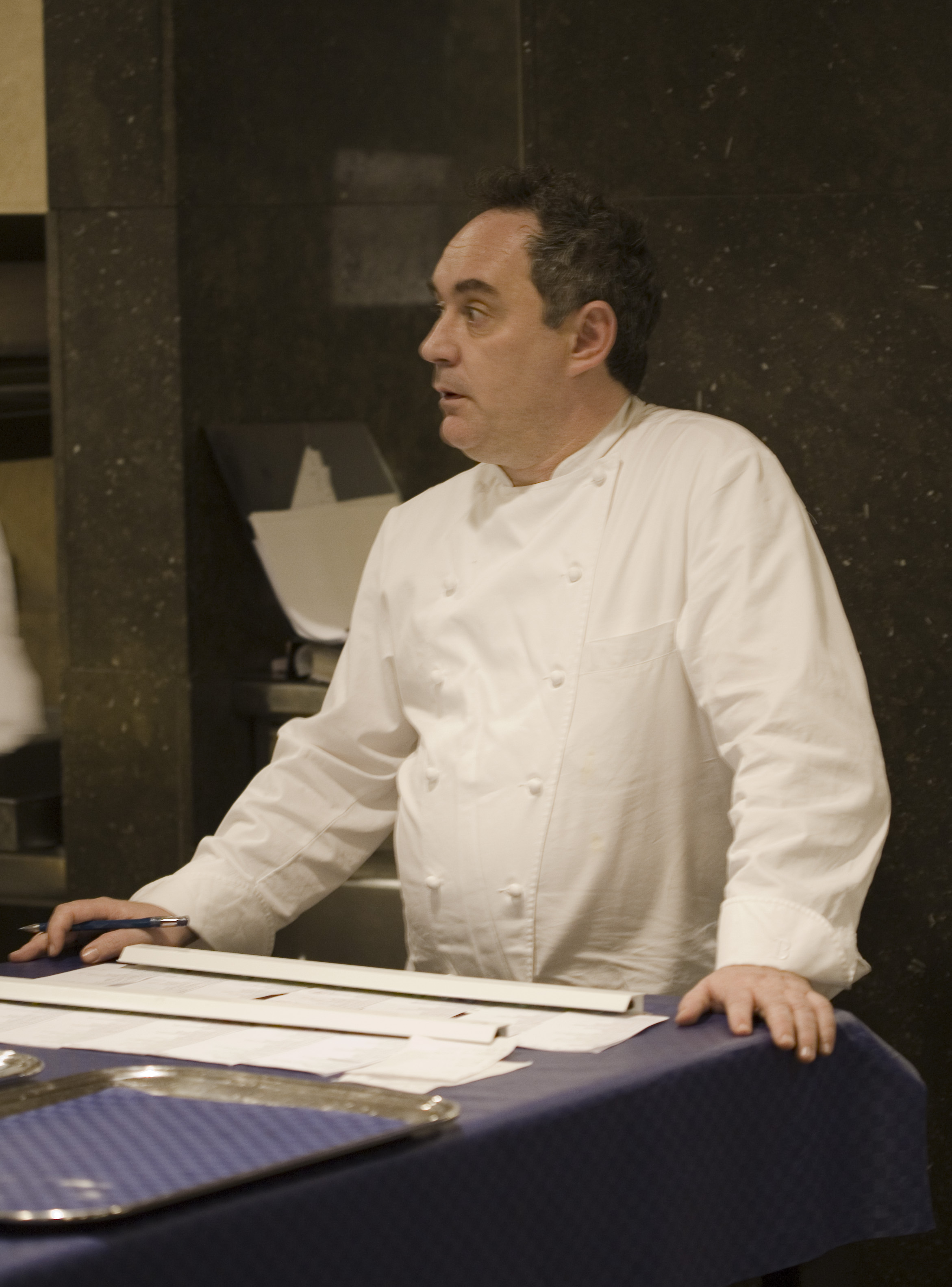
페란 아드리아

오늘날 스페인 요리법은 수많은 요리사와 요리법을 거치며 발전하고 있다. 대표적으로 페란 아드리아라는 요리사가 스페인 요리사로서는 가장 명성이 높다. 그는 2003년 여름 국제요리경연대회에 출전하며 뉴욕타임스의 주목을 받아 국제적 신인도를 얻게 됐다. 그의 레스토랑인 엘 부이는 스페인 헤로나 지방에 있다. 뉴욕타임스는 그의 요리를 해당 지면에 길게 다루며 세계 최고의 요리사로 극찬했다.

## 같이 보기
- 유럽 요리
- 지중해 요리
- 미국 요리